# Джанпиеро Марини
Джанпиеро Марини (на италиански: Gianpiero Marini) е бивш италиански футболист, полузащитник и треньор.

## Кариера
Започва кариерата си във Фанфула през 1968 г., след което преминава съответно в редиците на Варезе, Реджина, Триестина докато накрая пристига в Интер, където приключва своята кариера. С тях изиграва 375 мача и отбелязва 13 гола и става шампион на Италия през 1980 г. и на два пъти вдига купата на Италия (1978 и 1982 г.). С националния отбор на страната изиграва 20 мача и става световен шампион през 1982 г.
По-късно вече като треньор, поема отбора на Интер през 1993 г. и печели купата на УЕФА.

## Отличия
- Шампион на Италия: 1

Интер: 1979/80
- Копа Италия: 2

Интер: 1978, 1982
- Световен шампион: 2

Италия: 1982
- Купа на УЕФА: 1

Интер: 1994 (като треньор)